# Карлос Асенсио Кабаниляс
Карлос Асенсио Кабаниляс (на испански: Carlos Asensio Cabanillas) е испански генерал и държавник, който се бие за националистическата фракция по време на Испанската гражданска война.

## Биография
Когато военният заговор на Франко избухва в бунт през юли 1936 г., Кабаниляс и полковник Едуардо де Буруага лесно осигуряват Тетуан за бунтовниците. През първия месец от войната неговата колона, биейки се заедно с войските на Хуан Ягуе прави впечатляващ форсиран марш от Севиля до Мадрид, щурмувайки и превземайки градовете Бадахос, Толедо и Талавера. Неговото кърваво настъпление в Университетския град по време на обсадата на Мадрид отбелязва най-големия националистически напредък срещу града до края на войната. При Харама неговата колона оглавява атаката през реката, но след това е спряна от Интернационалните бригади.
След войната Франсиско Франко повишава Кабаниляс в генерал-лейтенант. Той служи като върховен комисар на испанския протекторат в Мароко от 1939 до 1941 г., а по-късно като началник-щаб на армията от 1941 до 1942 г., министър на армията от 1942 до 1945 г. и генерален капитан на Балеарските острови от 1945 г. до 1948 г. Последно служи като началник на Върховното командване на отбраната (началник на щаба на испанските въоръжени сили) от 1955 до 1958 г.
Умира през 1969 г.